# خیابان بن یهودا (تل آویو)

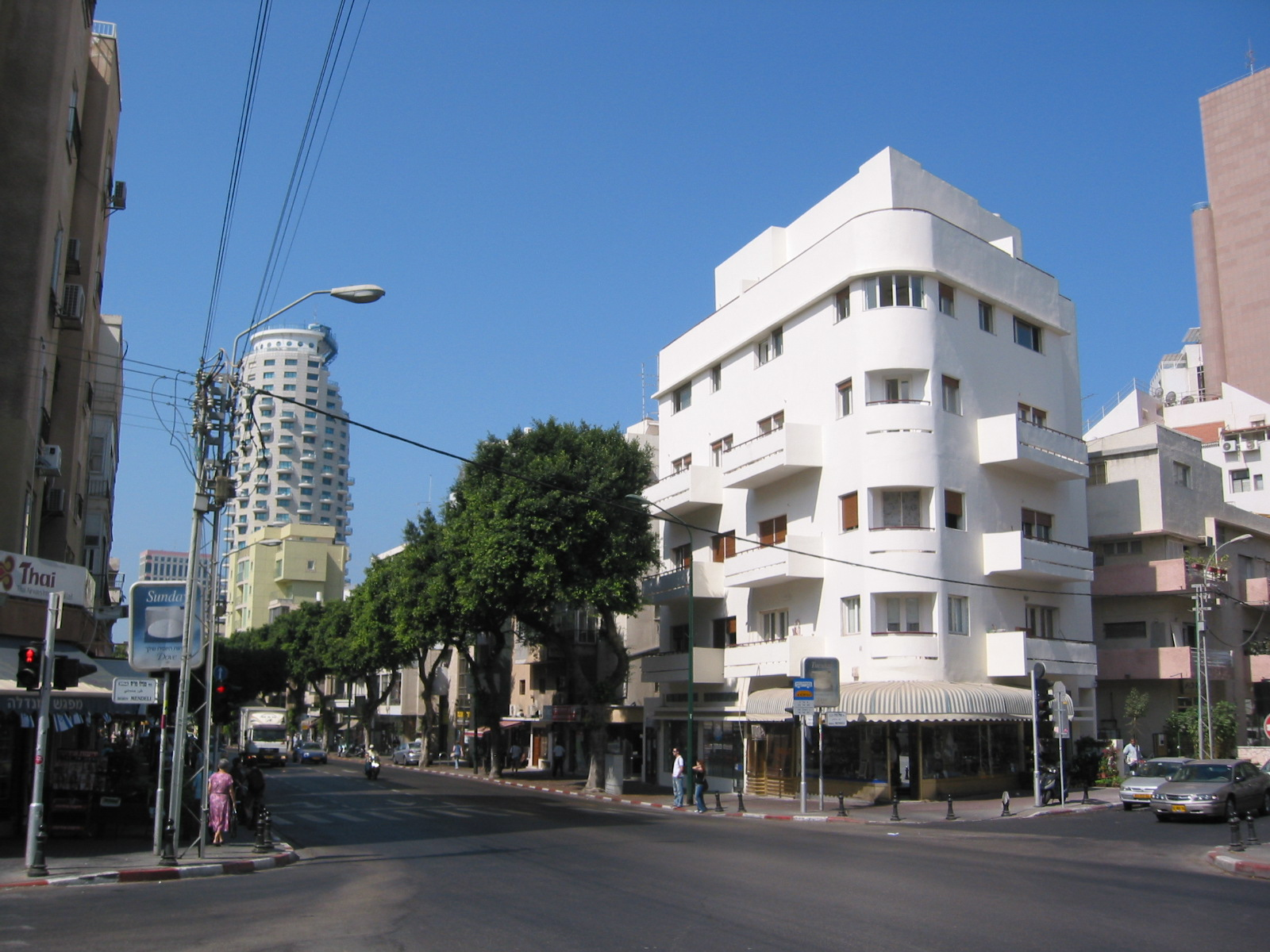
خیابان بن یهودا، تل آویو

خیابان بن یهودا خیابانی در تل آویو، اسرائیل است. خیابان از یک تقاطع با خیابان آلنبی عبور می‌کند، به سمت شمال تقاطع می‌شود جایی که تقریباً با جبهه دریا از غرب و خیابان دیزنگف از شرق ادامه دارد. در شمالی‌ترین انتها، به خیابان دیزنگوف، نزدیک پارک یرکون می‌پیوندد. این خیابان به نام بنیانگذار عبری مدرن، فرهنگ‌شناس لیتواک و سردبیر روزنامه الیزر بن یهودا نامگذاری شده است.